# Tia-Clair Toomey
Tia-Clair Toomey-Orr (nacida Tia-Clair Toomey; Nambour, 22 de julio de 1993) es una atleta profesional de CrossFit, halterófila y bobsleigher australiana, ocho veces campeona de los CrossFit Games, en 2017, 2018, 2019, 2020, 2021, 2022, 2024 y 2025, además de dos segundos puestos en 2015 y 2016.

## Biografía

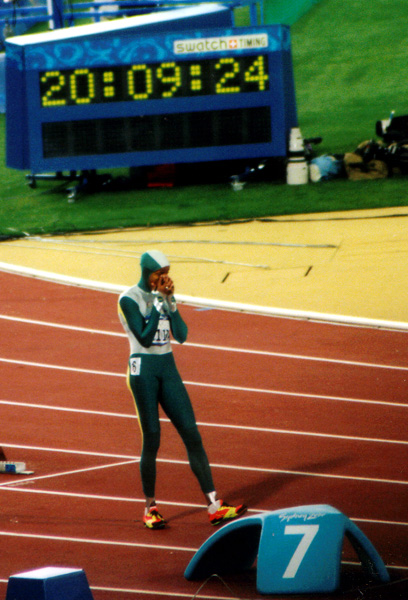
Cathy Freeman tras ganar el oro en 400 metros lisos durante los Juegos Olímpicos de Sídney 2000.

Tia-Clair Toomey-Orr (nacida el 22 de julio de 1993) es una atleta profesional de CrossFit, halterófila y bobsleigher australiana. Hija de Debbi y Brendan Toomey, trabajadores de una granja de caña de azúcar, nació en Nambour y asistió a la escuela en Brazo Norte, hasta que durante su adolescencia la explotación cerró y tuvieron que trasladar su domicilio a Weipa, una ciudad minera situada en la costa de Queensland. Allí accedió a la Western Cape College, hasta que en 2009 ingresó en el internado Townsville Grammar School situado en Townsville. Muy inquieta desde su infancia, acompañaba a su padre en el tractor mientras cosechaba los campos de caña de azúcar, nadaba en el río y montaba en motocicleta cuando no jugaba a netball, un deporte similar al baloncesto con mayor popularidad entre los miembros de la Mancomunidad de Naciones. Su relación con las competiciones comenzó durante los Juegos Olímpicos de Sídney 2000, cuando vio ganar la medalla de oro en 400 metros a la atleta australiana Cathy Freeman, con un tiempo de 49.11. A los 11 años participó en su primera carrera de atletismo, donde alcanzó el tercer puesto que supuso el comienzo de su trayectoria deportiva.
Brendan se convirtió en su primer entrenador, con el que nadó todos los días entre dos y tres kilómetros antes de ir a la escuela, mientras que por la tarde ganó explosividad en un gimnasio local, gracias a ejercicios de pliometría, flexiones, abdominales, prensa y burpees. A los 12 años ya contaba con varios títulos nacionales de atletismo y soñaba con llegar a los Juegos Olímpicos, además, correr le sirvió para sobrellevar el vivir en el internado a más de 1.100 kilómetros de su hogar, su familia y sus amigos. Su recorrido en las pistas terminó y su sueño olímpico se rompió cuando tuvo que comenzar a asumir todos los costes de entrenamientos y competiciones que, hasta su graduación en 2011, asumió su centro de estudios.
Comenzó el grado de enfermería en la Universidad de Queensland, una de los centros más prestigiosos de Australia, sin embargo, dejó los estudios seis meses más tarde para mudarse a Gladstone junto a Shane Orr, su novio en ese momento y con quien contrajo matrimonio en 2017. Trabajó en una clínica dental como auxiliar de odontología y como técnico de laboratorio en las instalaciones de la multinacional Rio Tinto Group.

### Traslado a Cookeville
Regentó un gimnasio en Queensland junto a su marido llamado CrossFit Gladstone, pero a principios de 2019 lo vendieron y se mudaron a Cookeville, Tennessee, Estados Unidos, para formar parte del CrossFit Mayhem y cuyo propietario es el tetracampeón de los CrossFit Games, Rich Froning Jr.
Su marido pasó a ser también entrenador del campeón masculino de los juegos Mathew Fraser, por lo que tuvieron que mudarse para poder preparar a ambos atletas de cara a los CrossFit Games 2019; Fraser también se trasladó a Cookeville por la misma razón, junto a su prometida Sammy Moniz.
En 2018 y tras conseguir por segunda vez el título de campeona de los Games, escribió el libro How I Became The Fittest Woman On Earth: My Story So Far (en español, Como llegué a ser la mujer más en forma sobre la Tierra: Mi historia hasta ahora) en él, habla sobre su experiencia vital y de su negativa a darse por vencida, donde destaca el esfuerzo que realizó para conseguir los logros de su carrera deportiva.

## CrossFit

### Inicios
Con los beneficios de un trabajo estable, decidió volver a competir y se registró en un club de atletismo local para participar en carreras los fines de semana, lo que le llevó en poco tiempo a campeonatos estatales y a luchar de nuevo por su sueño de competir a nivel olímpico. Para lograr su objetivo necesitaba una mayor intensidad en sus entrenamientos, por lo que Shane, que entonces jugaba en el Gladstone Union Rugby y había comenzado a entrenar en el CrossFit Gladstone, le invitó a mejorar su rendimiento practicando en esa nueva disciplina. Se mostró reacia a intentarlo en un principio, pero aceptó y pronto tuvo desavenencias con el entrenador del gimnasio, quien no le permitió realizar una flexión de pino (en inglés, handstand push-up) aunque su plan de entrenamiento así lo indicaba; se negó a regresar.
Dos meses más tarde se encontró con el dueño del box en una cafetería y tras una conversación, decidió volver. «Me hizo sentir muy culpable por no regresar, así que pensé en callarlo y deshacerme de esa incomodidad y dije que volvería.», explicó Tia-Clair. En esas fechas, el Open de los Reebok CrossFit Games 2013 estaba a punto de comenzar y le animaron a participar, por lo que pagó 20 USD de inscripción y compitió por primera vez en la fase de clasificación de los CrossFit Games. Consiguió el puesto 403 de Australia tras un mes en CrossFit y sin experiencia en levantamiento de pesas. Dejó su trabajo como asistente dental y consiguió un puesto de técnica de laboratorio que le permitió seguir pagando la inscripción al gimnasio.
En 2014 se clasificó para los Regionals en el puesto 241 a nivel mundial y superó las expectativas que tenía de pasar a esta fase al año siguiente. Participó en los siete eventos que clasificaban a la fase final, pero no estuvo a la altura de experimentadas atletas de la disciplina y obtuvo el puesto número dieciocho que le dejó fuera del gran evento. Durante la fase clasificatoria sus mejores resultados fueron dos octavos puestos y en el quinto evento, que consistía en subir la cuerda sin el uso de las piernas, su agotamiento era máximo por lo que cruzó la meta en 11:09, 5:50 minutos más tarde que Lindsay Vaughan, líder de la prueba.

### CrossFit Games
Su trayectoria en la disciplina comenzó con dos subcampeonatos al igual que el campeón masculino Mathew Fraser y continuó su entrenamiento para alcanzar el título de campeona absoluta. Debutó en el evento final de la competición en 2015, donde ganó el título «Rookie of the Year» (novata del año) al conseguir la medalla de plata en su primer año. Esta vez finalizó el Open en el puesto sesenta y tres del mundo y en el sexto de Australia, que le lanzó a los Regionals donde consiguió un tercer puesto, suficiente para llegar a la última fase y subir a la segunda posición del podio con 750 puntos, aunque a pesar de los buenos resultados, no consiguió entrar entre los tres primeros puestos en ninguno de los trece eventos que conformaron la final.
En 2016 volvió a ocupar la segunda posición por detrás de Katrín Tanja Davidsdottir, quien ganó su segundo título consecutivo ese año en una final en la que rozó la victoria a tan solo 11 puntos de la líder islandesa y donde alcanzó el primer puesto en dos de las pruebas y subió al podio en cuatro ocasiones más. Durante el Open perdió diecinueve puestos respecto a la edición anterior y ascendió a la quinta posición nacional, pero le permitió optar a los Regionals, donde finalizó segunda con 635 puntos y subió al podio en seis de los siete eventos, además ganó en la quinta prueba que consistió en tres rondas con carrera de 400 metros, cuarenta abdominales en banco y siete pesos muertos con una carga de 125 kg Se estableció un límite de tiempo de dieciséis minutos y finalizó en 13:21:42, con más de un minuto de diferencia y que le dio una vez más el pase a la final de la competición.
En los CrossFit Games 2017 consiguió por primera vez el título de campeona y 285 000 USD de premio, con una diferencia de tan solo dos puntos (994) con su rival y compatriota Kara Webb (992) quien terminó segunda seguida por la campeona de 2011 y 2012 Annie Thorisdottir en una lucha muy ajustada que se resolvió por 0.19 segundos en la Fibonacci Final, la última prueba de la edición. Con la victoria en dos de los eventos, tres segundos puestos y un tercero, el resto de resultados sumaron y le dieron el máximo galardón de la competición.
Obtuvo buenos resultados durante el Open de 2018, ascendió al puesto doce de la clasificación mundial y al tercero nacional de Australia, además, ganó el evento 18.3 con 916 repeticiones en los catorce minutos de tiempo límite, por delante de Emily Bridgers (908) y Samantha Briggs (874), campeona en 2013 y que renunció finalmente por una lesión en el codo derecho. Alcanzó por primera vez el primer puesto del pacífico en los Regionals y donde dominó en los seis eventos, con un primer puesto en tres de ellos y un segundo en los tres restantes, lo que le permitió proclamarse líder de la última fase clasificatoria para la final con 582 puntos a treinta de diferencia con Kara Webb, quien ocupó la segunda posición y lideró dos de las pruebas. Ya en la final de los Games tras cinco días, catorce eventos y el liderato en las pruebas CrossFit Total y Madison Triplus, consiguió mantener por segunda vez consecutiva el galardón a la mujer más en forma sobre la Tierra, a una distancia de 114 puntos de Laura Horvart, primera atleta Húngara en llegar a la final y una de las más jóvenes de su categoría con veintiún años, que consiguió al igual que Toomey en su momento, el galardón de novata del año tras quedar segunda en su primer año en el evento final. Recibió 300 000 USD al quedar campeona de su categoría y a los que se sumaron 6000 USD por dos primeros puestos, 6000 USD por tres segundos y 1000 USD por un tercero en los eventos de la final.
En 2019 ganó la medalla de oro por tercera vez y se convirtió en la primera mujer de los CrossFit Games en conseguir tres títulos consecutivos de campeona. Volvió a quedar primera a nivel nacional en el Open y cuarta del mundo y se clasificó para los nuevos Sanctionals, que sustituyeron a los desaparecidos Regionals; ganó los dos eventos en los que participó, The 2019 Rogue Invitational y Wodapalooza 2019. Llegó con un alto nivel físico a la final y sorprendió durante el evento de surf de remo sin pala, cuando quedó primera de su categoría con un tiempo de 25:12.25 y sacó casi tres minutos de diferencia a la segunda posición, destacó también por superar en el evento a todos los participantes femeninos y masculinos tras pasar por meta junto a Matt McLeod, que hizo un tiempo de 25:12.29. Lideró cinco de los eventos, finalizó primera de la competición con una amplia diferencia de 360 puntos y superó en exclusividad los 1000 puntos en la clasificación.

### CrossFit Games en tiempos de pandemia

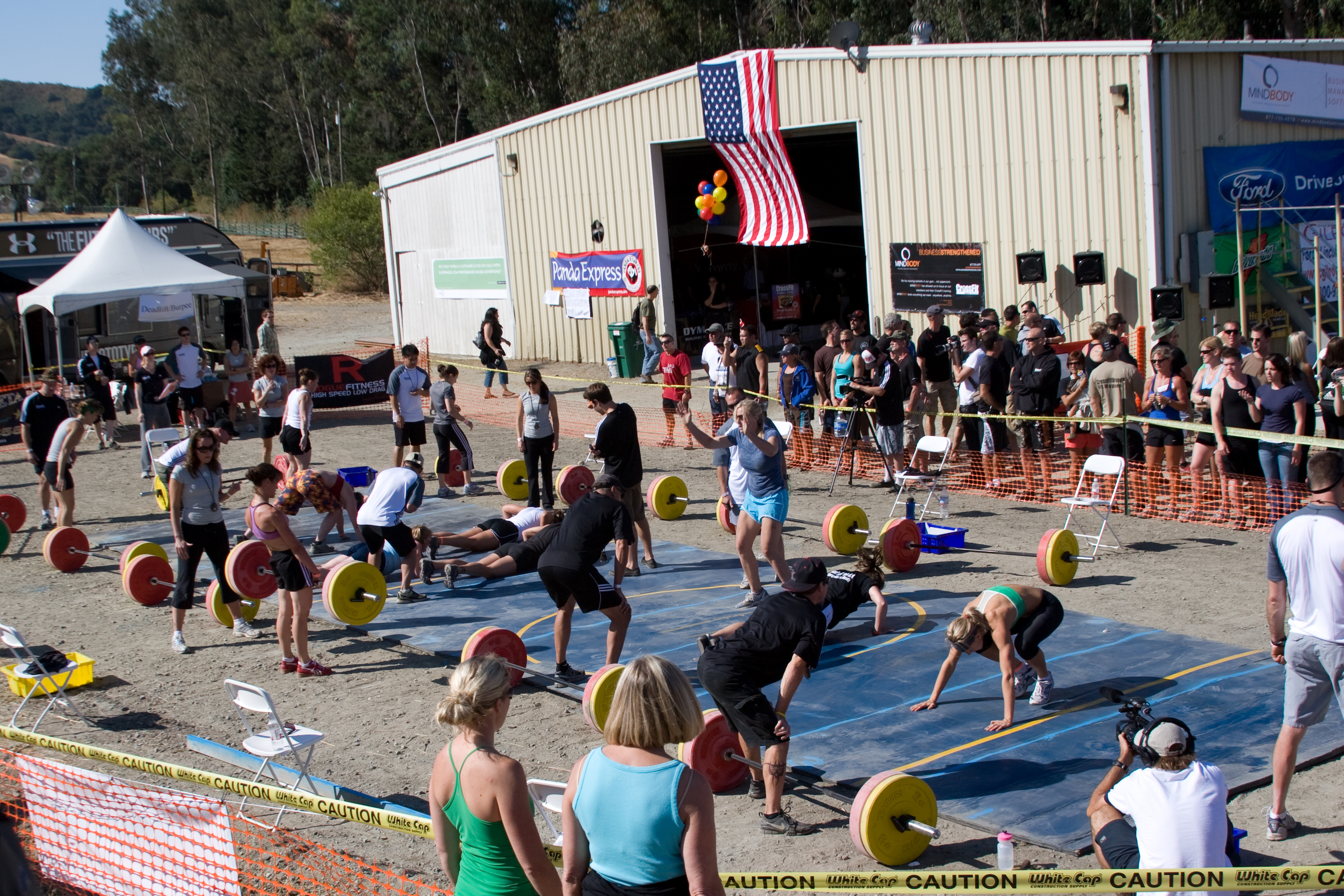
Rancho de Dave Castro durante los CrossFit Games de 2008.

La Pandemia de COVID-19 de 2020, cambió por completo todo tipo de eventos y el de los CrossFit Games no estuvo exento de ello. Tras numerosos retrasos y cambios de fechas debido a las restricciones por la situación sanitaria, el formato se modificó y la fase clasificatoria albergó únicamente a treinta hombres y treinta mujeres que realizaron en línea siete eventos, donde dominó los tres primeros y el último. Volvió a proclamarse ganadora de los Sanctionals The 2020 Rogue Invitational y Wodapalooza 2020. La fase final se realizó entre los días 23, 24 y 25 de octubre, y tuvo lugar de forma presencial en el rancho familiar del director de la competición Dave Castro, en Aromas, California, terreno donde nacieron los Games. Albergó a diez participantes masculinos y diez femeninos; prohibieron la presencia de público y eliminaron las categorías de equipos, adolescentes y Masters. La competición duró tres días y se realizaron doce eventos; dominó en nueve y subió al podio en otros dos, mientras que en la prueba Handstand Sprint acabó en última posición tras recorrer noventa y dos metros en 2:05.67, apoyada únicamente sobre las manos. Con esa victoria, sumó el cuarto título consecutivo de campeona.

## CrossFit Sanctionals
Nacieron como sustitución de los antiguos Regionals tras una asociación entre la marca CrossFit y competiciones de fitness ajenas a los CrossFit Games. Greg Glassman, director ejecutivo de la empresa, negoció con quince eventos repartidos por todo el mundo con el fin de evitar los gastos económicos que produjeron los eventos regionales desde su introducción como fase clasificatoria, los nuevos asociados se hicieron cargo de todos los costes. Dubai Fitness Championship inauguró la lista e incluyó la palabra «CrossFit» en su nombre al igual que las demás competiciones y pasó a ser Dubai CrossFit Championship. El proveedor principal de material deportivo Rogue Fitness creó su propio Sanctional, al que llamó Rogue Invitational y donde cada año invitan a los atletas más destacados según el criterio del equipo directivo de Rogue; en 2020 enviaron el material necesario a los propios invitados para su participación a través de Internet.

### The 2019 Rogue Invitational
Participó en la primera edición a la que llamaron The Inaugural Rogue Invitational que se celebró los días 18 y 19 de mayo de 2019 en Columbus, Ohio. Consiguió la victoria con 696 puntos seguida por las islandesas Sara Sigmundsdottir y Annie Thorisdottir, además, recibió un premio de 50 000 USD por ganar el Sanctional y al que se le sumaron 5500 USD por su posición en el resto de eventos. La competición contó con las categorías masculina y femenina individual con dieciocho participantes en cada una, equipos mixtos compuestos por cuatro miembros, dos mujeres y dos hombres, y leyendas, equivalente a la categoría Masters de los CrossFit Games que lideraron Jason Khalipa y Dan Bailey.
Ganó la primera prueba que recibió el nombre de Goruck, patrocinador de la competición y distribuidor de material deportivo, con un tiempo de 9:58.06 frente al 10:03.30 de Kristin Holte en segunda posición; obtuvo cien puntos para la clasificación general. Escaló la cuerda tres veces, corrió hasta una zona donde elevó seis sacos sobre pacas de paja, cargó un saco de 34 kg hasta la zona final del recorrido y lo arrastró los últimos metros hasta la línea de meta. Al igual que sus rivales, realizó toda la prueba equipada con un chaleco lastrado de nueve kilos. La segunda prueba bautizada como The Mule (en español, La Mula) consistió en realizar tres series de veintiún, quince y nueve repeticiones de peso muerto y burpee con dominada, donde finalizó en cuarta posición tras cruzar la meta en 6:52.89, frente a los 6:29.45 de Annie Thorisdottir, bicampeona de los CrossFit Games y quien consiguió el liderato.
La organización eligió para el tercer evento el clásico WOD Amanda.25, creado en memoria de la atleta de CrossFit Amanda Miller que falleció en 2010 a causa de un melanoma. Se disputó en interior y se compuso de dominadas completas en anillas y arrancadas en sentadillas con 43 kg en series de nueve repeticiones, siete, cinco, tres y una. Marcó el final de la prueba en primera posición con un tiempo de 4:06.69 y se alzó también primera en la clasificación general con 262 puntos.
La cuarta prueba llamada Rogue Chipper se realizó también en el interior de las instalaciones de Rogue Fitness y se estableció un tiempo límite de veinticinco minutos para la realización de los ejercicios. Terminó la prueba en segunda posición en un evento donde Sigmundsdottir dominó sobre el resto de atletas con un tiempo de 13:38.76, junto a Thorisdottir, a quien Tia-Clair arrebató el segundo puesto durante la prueba de salto al cajón y que mantuvo hasta el final; realizó todos los ejercicios en 14:28.11. Con un tiempo límite de veinticinco minutos, quemó cien calorías en un ergómetro, lanzó ochenta veces contra la pared un balón medicinal de seis kilos en un ejercicio llamado wall ball, realizó sesenta abdominales en un banco, cuarenta saltos sobre un cajón acolchado de cincuenta centímetros de alto y para finalizar, caminó en zancadas con dos pesas rusas de dieciséis kilos sobre la cabeza.

## Halterofilia

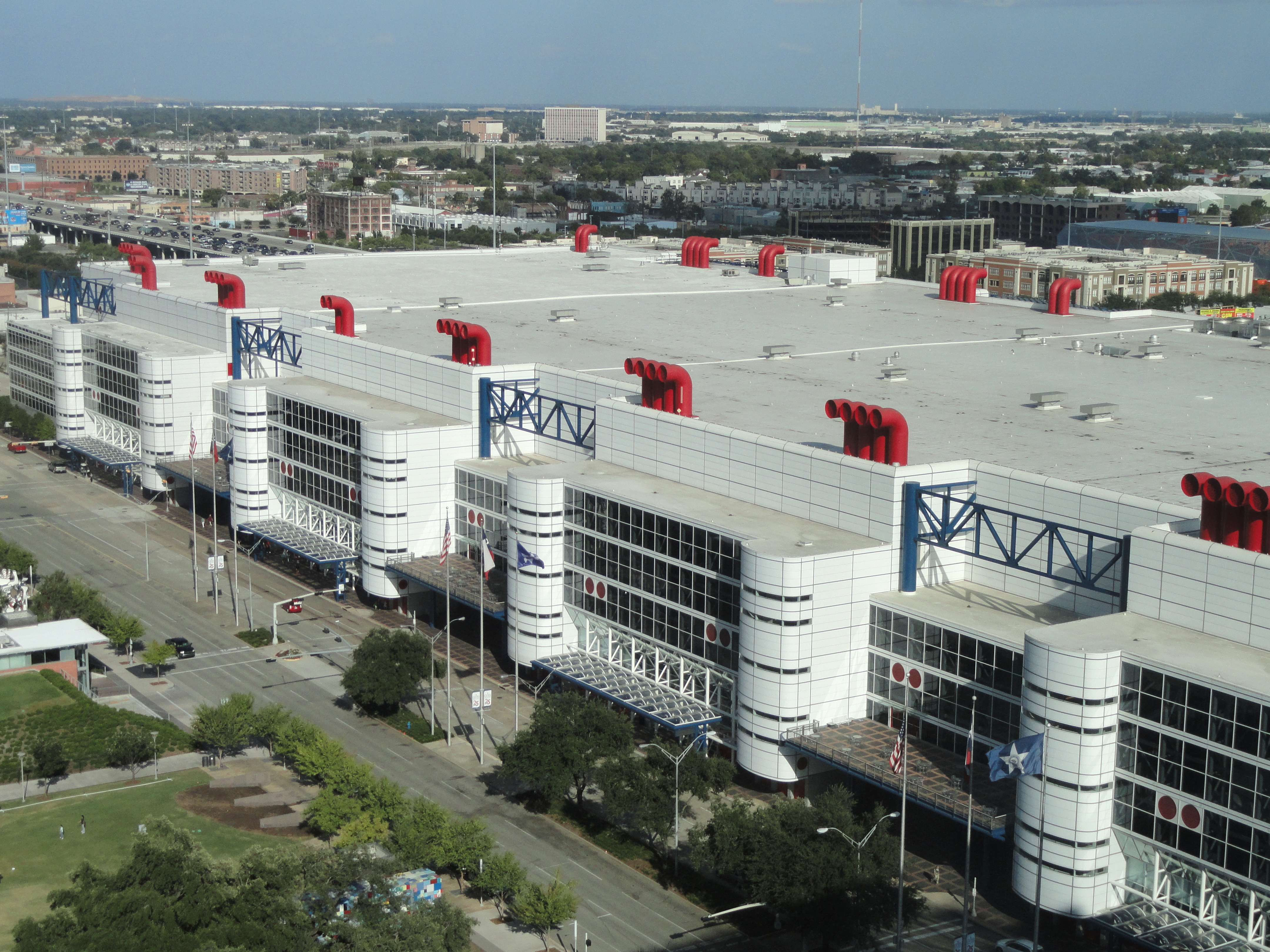
Centro de Convenciones George R. Brown, lugar donde se celebró el Campeonato Mundial de Halterofilia de 2015.

En 2014 se interesó por el levantamiento de pesas y sin experiencia previa, levantó 85 kg. en dos tiempos con un peso corporal de 55 kg. Al entrenador del Cougars Weightlifting Club de Brisbane, Miles Wydall, le llamó la atención el peso que levantó y ofreció sus servicios gratuitos como instructor a cambio de que ella compitiese en representación de Queensland. Tia aceptó y comenzó mejorando su técnica de barra con el fin de realizar levantamientos limpios y evitar lesiones por un mal método. Meses más tarde y tras entrenamientos semanales a distancia, debido a que Wydall se encontraba en Brisbane a seis horas de viaje entre ambos puntos, levantó 71 kg en arrancada y 91 kg en dos tiempos, que le dieron el oro en la categoría de 58 kg de la Copa Internacional del Pacífico disputada en Le Mont-Dore, Nueva Caledonia.
Compitió en los Juegos del Pacífico 2015, en Port Moresby, Papúa Nueva Guinea, donde obtuvo la medalla de plata tras conseguir un levantamiento de 76 kg en arrancada y 98 kg en dos tiempos, que juntos sumaron 174 puntos; Jenly Tegu Wini, de las Islas Salomón, se alzó con la primera posición tras sumar 193 puntos. La competición tuvo lugar en el estadio Sir John Guise, que se remodeló expresamente para este evento de acuerdo a los estándares internacionales.
En noviembre de ese mismo año viajó hasta Houston, Estados Unidos, y compitió en la categoría de 58 kg del Campeonato del Mundo de Halterofilia; donde finalizó en 26.ª posición con 187 puntos y a una distancia considerable de Bonyanka Minkova Kostova, quien ganó la medalla de oro con 252 puntos. Levantó 82 kg en arrancada y 105 kg en dos tiempos, y aunque lo intentó con 85 y 112 respectivamente, no logró su objetivo. Más tarde en 2016, la Federación Australiana de Halterofilia (AWF) anunció su participación junto a Simplice Ribouem en los Juegos Olímpicos de Río de Janeiro, en representación de Australia y en la categoría de menos de 58 kilos, donde finalizó en un 14.º puesto con 189 puntos. Levantó 82 kg en arrancada, cinco quilos menos que su marca personal en ese momento, y 107 kg en dos tiempos, tras fallar en el intento de levantar 112 kg.
El 6 de abril de 2018 compitió en los Juegos de la Mancomunidad, donde consiguió la medalla de oro por delante de la canadiense Tali Darsigny, por tan solo un punto de diferencia. Finalizó la competición con una marca de 114 kg en dos tiempos y 87 kg en arrancada, con un total de 201 puntos gracias a la suma de ambos levantamientos. Completó exitosamente los tres levantamientos de arranque con 80, 84 y 87 kg respectivamente, pero la atleta Darsigny se adelantó por un punto tras conseguir alzar 88 kg, en la modalidad de dos tiempos comenzó con 107 kg y gracias a que su rival directa finalizó los tres intentos antes que ella, calculó el peso con el que consiguió proclamarse campeona de su categoría por la mínima, al levantar 114 kg.
Aunque la medalla de oro conllevó una gran celebración junto a su familia y amigos, dedicó en especial el triunfo a su prima Jade Dixson, quien falleció en un accidente de tráfico dos semanas antes del evento mientras viajaba de copiloto junto a su novio Adrian Fraser, el 27 de marzo de 2018; acudía a todas sus competiciones para darle apoyo «El martes pasado falleció mi prima pequeña, así que esto es para ella.» dijo tras la victoria.

## Historial en CrossFit

### CrossFit Games
| Año  | CrossFit Games | Regionals      | Open    | Open          |
| Año  | CrossFit Games | Regionals      | Mundial | Nacional      |
| ---- | -------------- | -------------- | ------- | ------------- |
| 2013 | -              | -              | 5.954.ª | -             |
| 2014 | -              | 18.ª Australia | 241.ª   | -             |
| 2015 | 2.ª            | 3.ª Pacífico   | 63.ª    | 6.ª Australia |
| 2016 | 2.ª            | 2.ª Pacífico   | 82.ª    | 5.ª Australia |
| 2017 | 1.ª            | 2.ª Pacífico   | 18.ª    | 2.ª Australia |
| 2018 | 1.ª            | 1.ª Pacífico   | 12.ª    | 3.ª Australia |
| 2019 | 1.ª            | -              | 6.ª     | 1.ª Australia |
| 2020 | 1.ª            | -              | 4.ª     | 1.ª Australia |

### Sanctionals
| Año  | Pos. | Sanctioned Event                   |
| ---- | ---- | ---------------------------------- |
| 2019 | 1.ª  | The 2019 Rogue Invitational        |
| 2019 | 1.ª  | Wodapalooza CrossFit Festival 2019 |
| 2020 | 1.ª  | The 2020 Rogue Invitational        |
| 2020 | 1.ª  | Wodapalooza CrossFit Festival 2020 |

### Mejores marcas
| Workout      | Tiempo           |
| ------------ | ---------------- |
| Fran         | 2:13             |
| Grace        | 1:21             |
| Técnico      | Peso             |
| Clean & Jerk | 111 kg (245 lbs) |
| Snatch       | 95 kg (205 lbs)  |
| Deadlift     | 188 kg (415 lbs) |
| Back Squat   | 150 kg (330 lbs) |
| Max Pull-ups | 50 repeticiones  |

## Palmarés internacional
| CrossFit Games     | CrossFit Games              | CrossFit Games   | CrossFit Games |
| Año                | Lugar                       | Medalla          | Categoría      |
| ------------------ | --------------------------- | ---------------- | -------------- |
| 2015               | Carson (Estados Unidos)     | Medalla de plata | Individual     |
| 2016               | Carson (Estados Unidos)     | Medalla de plata | Individual     |
| 2017               | Madison (Estados Unidos)    | Medalla de oro   | Individual     |
| 2018               | Madison (Estados Unidos)    | Medalla de oro   | Individual     |
| 2019               | Madison (Estados Unidos)    | Medalla de oro   | Individual     |
| 2020               | Aromas (Estados Unidos)     | Medalla de oro   | Individual     |
| 2021               | Madison (Estados Unidos)    | Medalla de oro   | Individual     |
| 2022               | Madison (Estados Unidos)    | Medalla de oro   | Individual     |
| 2024               | Fort Worth (Estados Unidos) | Medalla de oro   | Individual     |
| 2025               | Albany (Estados Unidos)     | Medalla de oro   | Individual     |
| Wodapalooza        |                             |                  |                |
| Año                | Lugar                       | Medalla          | Categoría      |
| 2019               | Miami (Estados Unidos)      | Medalla de oro   | Individual     |
| 2020               | Miami (Estados Unidos)      | Medalla de oro   | Individual     |
| Rogue Invitational |                             |                  |                |
| Año                | Lugar                       | Medalla          | Categoría      |
| 2019               | Columbus (Estados Unidos)   | Medalla de oro   | Individual     |
| 2020               | Sede virtual                | Medalla de oro   | Individual     |
| 2021               | Round Rock (Estados Unidos) | Medalla de oro   | Individual     |
| 2023               | Round Rock (Estados Unidos) | Medalla de plata | Individual     |
| 2024               | Aberdeen (Reino Unido)      | Medalla de oro   | Individual     |

| Juegos de la Mancomunidad | Juegos de la Mancomunidad           | Juegos de la Mancomunidad | Juegos de la Mancomunidad |
| Año                       | Lugar                               | Medalla                   | Categoría                 |
| ------------------------- | ----------------------------------- | ------------------------- | ------------------------- |
| 2018                      | Gold Coast (Australia)              | Medalla de oro            | 58 kg                     |
| Juegos del Pacífico       |                                     |                           |                           |
| Año                       | Lugar                               | Medalla                   | Categoría                 |
| 2015                      | Puerto Moresby (Papúa Nueva Guinea) | Medalla de plata          | 58 kg                     |
| Campeonato Oceánico       |                                     |                           |                           |
| Año                       | Lugar                               | Medalla                   | Categoría                 |
| 2015                      | Puerto Moresby (Papúa Nueva Guinea) | Medalla de plata          | 58 kg                     |
| 2016                      | Suva (Fiyi)                         | Medalla de bronce         | 58 kg                     |

## Nutrición
La nutrición es una parte fundamental para todos los deportistas, especialmente para los atletas profesionales de CrossFit, que suelen seguir una dieta muy estricta llamada dieta paleolítica, basada en carne, pescado, frutas, verduras o frutos secos, todos ellos no procesados y lo más naturales posible.[cita requerida] Es una gran aficionada a la comida tailandesa, al chocolate y a la comida basura, por lo que mantener una dieta estricta es una de las partes más duras de su entrenamiento.